# Tamás Somorácz
Tamás Somorácz (Szekszárd, 11 de abril de 1992) es un deportista húngaro que compite en piragüismo en la modalidad de aguas tranquilas. Ganó una medalla de bronce en el Campeonato Mundial de Piragüismo de 2015 y dos medallas de oro en el Campeonato Europeo de Piragüismo, en los años 2016 y 2018.

## Palmarés internacional
| Campeonato Mundial | Campeonato Mundial | Campeonato Mundial | Campeonato Mundial |
| Año                | Lugar              | Medalla            | Competición        |
| ------------------ | ------------------ | ------------------ | ------------------ |
| 2015               | Milán (Italia)     | Medalla de bronce  | K2 500 m           |
| Campeonato Europeo |                    |                    |                    |
| Año                | Lugar              | Medalla            | Competición        |
| 2016               | Moscú (Rusia)      | Medalla de oro     | K4 500 m           |
| 2018               | Belgrado (Serbia)  | Medalla de oro     | K2 500 m           |